# کینتین
کینتین (به انگلیسی: Kinetin) با فرمول شیمیایی C۱۰H۹N۵O یک هورمون گیاهی است. که جرم مولی آن ۲۱۵٫۲۱ g/mol می‌باشد. شکل ظاهری این ترکیب، پودر غیربلوری سفید است. کینتین یکی از سیتوکینین های شناخته شده است که دارای اثرات مختلفی می‌باشد که مهمترین آن تقسیم سلولی است. سیتوکینین‌ها بطور عمده در مریستم‌های انتهایی ریشه، گل آذین‌ها ومیوه‌های در حال رشد ساخته می‌شوند.